# Gesellschaft für deutsche Sprache

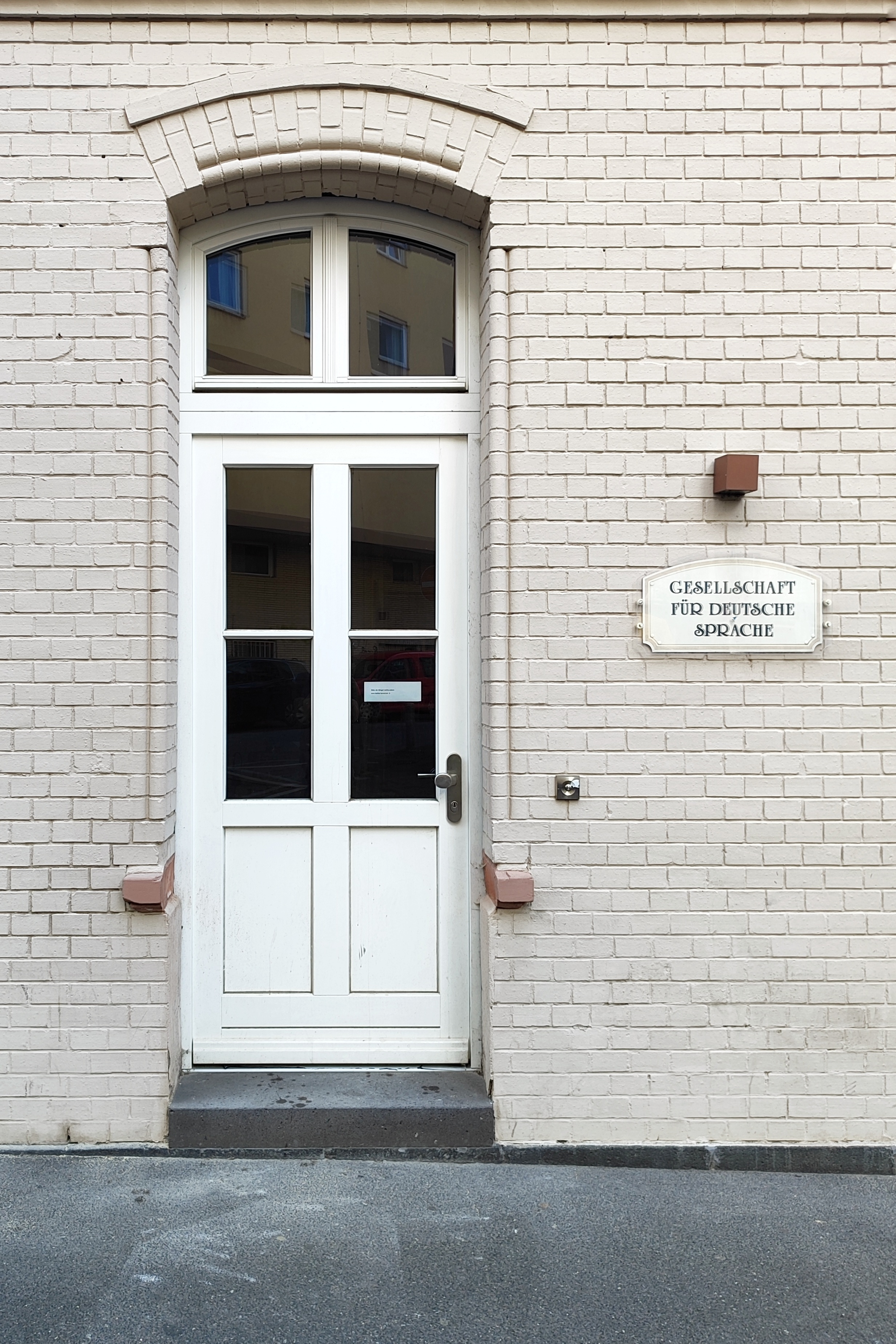
Sitz des Vereins in Wiesbaden (2023)

Die Gesellschaft für deutsche Sprache e. V. (GfdS) ist ein hauptsächlich von der deutschen Kultusministerkonferenz und dem Kulturstaatsminister finanzierter Verein, der es sich zur Aufgabe gemacht hat, die deutsche Sprache zu pflegen und zu erforschen sowie die Funktion der deutschen Sprache im globalen Zusammenhang erkennbar zu machen. Die GfdS begleitet dabei den jeweils aktuellen Sprachwandel kritisch und gibt Empfehlungen für den Sprachgebrauch.
Der Verein wurde von Landgerichtsdirektor Max Wachler 1947 als Nachfolgeorganisation des Allgemeinen Deutschen Sprachvereins gegründet. Seit dem Umzug der GfdS 1965 von Lüneburg nach Wiesbaden unter Geschäftsführer Otto Nüssler hat die GfdS ihren Sitz in der hessischen Landeshauptstadt.

## Tätigkeiten
Die GfdS unterhält einen Sprachberatungsdienst, bei dem Privatpersonen, Firmen, Behörden und Institutionen bei der Klärung sprachbezogener Fragen (so zur Rechtschreibung, Grammatik oder Stil) unterstützt und Gutachten (etwa zu Vornamen) erstellt werden. Seit einiger Zeit ist der Dienst für Nichtmitglieder kostenpflichtig.
Seit 1977 wählt die GfdS als eine Art sprachlichen Jahresrückblick die Wörter des Jahres. Bereits für das Jahr 1971 erschien in der GfdS-Zeitschrift Der Sprachdienst ein Aufsatz zu „Wörtern des Jahres“, der jedoch zunächst folgenlos blieb.
Seit 1987 verleiht die GfdS alle zwei Jahre in einem öffentlichen Festakt den Medienpreis für Sprachkultur. Außerdem wird seit 1994 in Zusammenarbeit mit der Alexander-Rhomberg-Stiftung der Alexander-Rhomberg-Preis für Nachwuchsjournalisten vergeben. Der Hans-Oelschläger-Preis der GfdS wurde 2014 ins Leben gerufen. Er richtet sich an Journalisten in Rundfunk und Fernsehen, die durch entsprechende Sendungen das Empfinden für klares Deutsch stärken und den Sprachgebrauch kritisch beobachten.

### Tätigkeit für den Deutschen Bundestag
Der Redaktionsstab der Gesellschaft für deutsche Sprache beim Deutschen Bundestag bietet Bundestag und Bundesrat sowie Ministerien und Behörden der Länder seit 1966 Beratung bei allen Sprachfragen. Diese Stellen können Texte aller Art vom Redaktionsstab der GfdS auf sprachliche Richtigkeit und Verständlichkeit überprüfen lassen. Auch Anfragen zum geschlechtergerechten Formulieren und zu Stil, Grammatik und Rechtschreibung sind Aufgabengebiete des Redaktionsstabs der GfdS. Seine Aufgabe, die für den Deutschen Bundestag innerhalb des Gesetzgebungsverfahrens übernommen wird, ist in § 80a der Geschäftsordnung des Bundestags (GOBT) geregelt:
(1) Ein beim Bundestag eingerichteter oder angesiedelter Redaktionsstab soll auf Beschluss des federführenden Ausschusses einen Gesetzentwurf auf sprachliche Richtigkeit und Verständlichkeit prüfen und bei Bedarf Empfehlungen an den Ausschuss richten. Der federführende Ausschuss kann den Redaktionsstab im gesamten Verlauf seines Beratungsverfahrens hinzuziehen und um Prüfung bitten. Dies gilt insbesondere für die Prüfung von Änderungsanträgen, deren Annahme zu erwarten ist.
(2) Darüber hinaus bietet der Redaktionsstab auch sonstige sprachliche Beratung an.
Die wichtigste Aufgabe des Redaktionsstabs beim Deutschen Bundestag besteht darin, die ihm zur Prüfung übergebenen Texte sprachlich zu überarbeiten. Er bemüht sich dabei um einfache und klare Formulierungen, wobei jedoch die Eigenheiten der Rechtssprache und anderer Fachsprachen berücksichtigt werden.

### Tätigkeit für die deutschen Bundesministerien von 2009 bis 2012
Der Redaktionsstab Rechtssprache beim Bundesministerium der Justiz wurde 2009 gegründet. Er war das Ergebnis des zweijährigen Projektes „Verständliche Gesetze“, das auf eine parteiübergreifende parlamentarische Initiative zurückging und wurde bis Ende 2012 unter der Trägerschaft der GfdS geführt.

### Zeitschriften
Die GfdS gibt zwei Sprachzeitschriften heraus: Der Sprachdienst und Muttersprache.
Der Sprachdienst ist eine Zweimonatsschrift mit einer Auflage von 3.200 Exemplaren (2007), die 1957 aus der praktischen Arbeit der GfdS entstand und bis heute zugleich ihr Mitteilungsblatt ist.
Die Zeitschrift wendet sich an ein sprachinteressiertes Publikum und beinhaltet Beiträge zu allen Fragen der deutschen Gegenwartssprache. Bekannt sind die regelmäßig erscheinenden Übersichten „Wörter des Jahres“ und „Die beliebtesten Vornamen“. In jeder Ausgabe werden Sprachanfragen von allgemeinem Interesse veröffentlicht. Die Schwerpunkte sind Sprachentwicklung, Sprachkritik, Glossen, Wortgeschichte, Grammatik, Stil, Phraseologie, Terminologie, Namenforschung und Rechtschreibung.
Außerdem gibt der Verein die Vierteljahresschrift Muttersprache heraus und legt zu besonderen Themen Buchveröffentlichungen vor.

### Leitlinien der GfdS zu den Möglichkeiten des Genderings
Im November 2019 erschienen die Leitlinien der GfdS zu den Möglichkeiten des Genderings mit Stellungnahmen zur geschlechtergerechten Sprache und den verschiedenen Mitteln ihrer Anwendung. Im August 2020 veröffentlichte die GfdS eine aktualisierte Version der Leitlinien auf ihrer Webseite, gleichzeitig gab sie als Pressemeldung bekannt, Schreibweisen mit Genderstern (Lehrer*innen), Gender-Doppelpunkt (Lehrer:innen), Gender-Gap (Lehrer_innen), Mediopunkt (Lehrer·innen) oder Binnen-I (LehrerInnen) als ungeeignete Mittel genderneutraler Schreibung anzusehen. Bezüglich des Vortragens der genannten Schreibweisen werden sogenannte „Gender-Pausen“ (Aussprache mit Glottisschlag) abgelehnt, weil sie sich nicht verschriftlichen ließen (siehe Kritik an Sprechpausen).
Zu den Grundlagen erklären die Leitlinien:

„Die Gleichberechtigung von Frauen und Männern ist in Artikel 3 Absatz 2 des Grundgesetzes verankert. Ein wichtiger Aspekt, um die Gleichbehandlung sicherzustellen, ist eine geschlechtergerechte Sprache. […]

Eine Gleichbehandlung, um die es bei geschlechtergerechter Sprache geht, ist beim generischen Femininum so wenig gewährleistet wie beim generischen Maskulinum.“

Die GfdS erkennt als geeignete Mittel des „Genderings“ nur Doppelnennungen (Lehrerinnen und Lehrer), Schrägstrich-Schreibweisen (Lehrer/Lehrerinnen, Lehrer/-innen) und Ersatzformen (Lehrkraft, Lehrende) sowie bedingt Klammern: Lehrer(innen) an.
 Zum Rechtsanspruch diversgeschlechtlicher Personen auf angemessene Benennung stellt die GfdS fest:

„Der vorliegende Text enthält, wie eingangs angekündigt, ausschließlich Empfehlungen für einen geschlechtergerechten Sprachgebrauch, dem eine zweigeschlechtliche Gesellschaft zugrundeliegt. Besonders nachdem beschlossen wurde, ein drittes Geschlecht auch gesetzlich anzuerkennen, werden Stimmen lauter, die fordern, weitere Geschlechter auch in der Sprache sichtbar zu machen. […]

Nicht nur sind neue, künstliche Formen bei Personenbezeichnungen zu schaffen (z. B. Arzt, Ärztin, 3. Form), auch sind viele grammatische Ergänzungen und Veränderungen vonnöten: Das Neutrum als drittes sogenanntes ‚sächliches‘ Genus im Deutschen dürfte in den Augen vieler nicht geeignet sein, Menschen zu bezeichnen. […] Insofern sind realistische und orthografisch wie grammatisch korrekt umsetzbare Möglichkeiten einer umfassend geschlechtergerechten Sprache weiterhin zu diskutieren.“

Ihre Haltung zum geschlechtergerechten Formulieren fasst die GfdS im Mai 2021 in einer „Klarstellung“ zusammen: „‚Ja zum Gendern‘ – wenn es verständlich, lesbar und regelkonform ist. […] Zwar stehen wir dem Gendersternchen kritisch gegenüber, nicht aber dem Gendern an sich.“

## Organisation
Vorsitzender ist seit 1. Januar 2025 Jochen A. Bär, Professor für Germanistische Sprachwissenschaft an der Universität Vechta. Bär gehört dem Hauptvorstand der GfdS seit 2015 an. 2019 wurde er stellvertretender Vorsitzender. Dem Hauptvorstand gehören darüber hinaus an: Peter Schlobinski (stellvertretender Vorsitzender), Damaris Nübling, Thomas Menzel und Iris Buck. Ehrenvorsitzender ist Rudolf Hoberg. 
Die Gesellschaft für deutsche Sprache unterhält derzeit 100 ehrenamtlich geleitete Zweigvereine in über 35 Ländern (Stand: Mai 2015). Die GfdS versteht sich nicht als Fachverband oder germanistische Berufsorganisation. Sie ist offen für alle an der deutschen Sprache Interessierten. Nach eigenen Angaben zählt sie derzeit ca. 3000 Mitglieder im In- und Ausland (Stand Mai 2015).

### Deutsche Zweigvereine
49 Zweigvereine haben ihren Sitz in Deutschland, wobei in jedem Bundesland mindestens ein Zweigverein vorhanden ist. In den Bundesländern mit mehr als einem Zweigverein hat ein Zweigverein seinen Sitz in der jeweiligen Landeshauptstadt.
Die meisten Vertretungen befinden sich in Nordrhein-Westfalen (Aachen, Bonn, Dortmund, Düsseldorf, Münsterland, Siegen, Westliches Ruhrgebiet und Wuppertal) und Hessen (Bergstraße, Darmstadt, Frankfurt am Main, Kassel, Marburg an der Lahn und der Hauptsitz Wiesbaden). Diesen folgen Sachsen (Chemnitz, Dresden, Leipzig, Zittau und Zwickau) und Niedersachsen (Braunschweig, Celle, Göttingen, Hannover und Vechta) mit je fünf Zweigvereinen und Baden-Württemberg (Freiburg, Heidelberg, Karlsruhe und Stuttgart) sowie Rheinland-Pfalz (Koblenz, Mainz, Pfalz und Trier) mit jeweils vier.
Weitere Bundesländer mit mehreren Zweigvereinen sind mit jeweils drei Vertretungen Bayern (München, Nürnberg, Würzburg) und Mecklenburg-Vorpommern (Greifswald, Rostock, Schwerin) sowie Thüringen (Erfurt und Weimar), Sachsen-Anhalt (Halle/Saale und Magdeburg), Brandenburg (Potsdam und Frankfurt/Oder) mit je zwei Zweigvereinen. Jeweils ein Büro befindet sich in den Stadtstaaten Berlin, Bremen und Hamburg, sowie im Saarland (Saarbrücken) und in Schleswig-Holstein (Kiel).

### Ausländische Zweigvereine
Weitere 52 Zweigvereine befinden sich im Ausland, davon 22 außerhalb Europas. Mit Kaliningrad, Moskau, Omsk, Polargebiet (Apatity), Saratow, St. Petersburg, Ural und Woronesch gibt es allein acht Zweigvereine in Russland.
Im europäischen Ausland haben Brüssel (Belgien), Sofia (Bulgarien), Tallinn (Estland), Turku (Finnland), Tiflis (Georgien), Athen (Griechenland), London (Großbritannien), Bozen, Mailand, Rom (alle Italien), Zagreb (Kroatien), Luxemburg, Innsbruck, Wien (beide Österreich), Warschau (Polen), Bukarest (Rumänien), Bratislava (Slowakei), Madrid (Spanien), Prag (Tschechische Republik), Kiew (Ukraine) und Budapest (Ungarn) Zweigvereine.
Außerhalb Europas gibt es sie in Afrika (6), Asien (9) und Amerika (7). Die sechs afrikanischen Zweigvereine haben ihren Sitz in Kairo (Ägypten), Jaunde (Kamerun), Lomé (Togo), Johannesburg, Kapstadt (beide Südafrika) und Windhoek (Namibia). Die in Nordamerika residierenden Vertretungen befinden sich in Boston, Chicago, Madison, New York und Philadelphia (alle USA). Die südamerikanischen Zweigvereine sind in São Paulo und Porto Alegre (beide Brasilien) zu finden. Die asiatischen Zweigvereine sind in Hangzhou, Peking, Shanghai (alle China), Jerevan (Armenien), Tel Aviv (Israel), Seoul (Südkorea), Tokio (Japan) und Pune (Indien) vertreten.

## Mitgliedschaften/Kooperationen
Vertreten durch den Vorsitzenden ist die GfdS Mitglied im Rat für deutsche Rechtschreibung. 2003 gründete sie zusammen mit dem Goethe-Institut und dem Institut für Deutsche Sprache den Deutschen Sprachrat, dem später auch der Deutsche Akademische Austauschdienst beitrat.
Die GfdS steht im Austausch mit verschiedenen universitären und außeruniversitären Einrichtungen der Sprachwissenschaft, insbesondere mit der Deutschen Akademie für Sprache und Dichtung und dem Institut für Deutsche Sprache.

## Ehrungen
- 2018: Kulturpreis der Landeshauptstadt Wiesbaden